# بوبي روبسون
سير روبرت وليم روبسون CBE والمعروف باسم بوبي روبسون (بالإنجليزية: Bobby Robson)‏؛ (18 فبراير 1933 – 31 يوليو 2009)، لاعب كرة قدم دولي إنجليزي سابق ومدرب كرة قدم دولي سابق درب منتخب إنجلترا لكرة القدم وعددا من الأندية الأوروبية.
امتدت مسيرته الكروية كلاعب إلى 20 سنة تقريبا (1950 – 1968)، لعب خلالها مع ثلاثة أندية، نادي فولهام ونادي ويست بروميتش ألبيون ونادي فانكوفر رويالز. لعب مع منتخب إنجلترا لكرة القدم 20 مباراة وسجل خلالها أربعة أهداف.
عمل كمدرب للفرق بعد أن اعتزل، وامتدت مسيرته في هذا المجال لحوالي 36 سنة (1968 – 2004). معروف عنه نجاحه في تدريب عدد من فرق كرة القدم الإنجليزية والأوروبية، حيث فاز بلقب الدوري في البرتغال وهولندا، وفاز بكؤوس في إنجلترا وإسبانيا، وقد استطاع الوصول إلى الدور النصف نهائي في بطولة كأس العالم لكرة القدم 1990 مع منتخب إنجلترا لكرة القدم. قبل أن يلعب دور المستشار لمدير منتخب أيرلندا لكرة القدم.
حمل روبسون لقب فارس منذ سنة 2002 حتى وفاته، وهو عضو في قاعة مشاهير كرة القدم الإنجليزية وكان رئيسًا فخريًا لنادي إيبسويتش تاون، عانى من مشاكل بالرئة منذ عام 1991، حتى أعلن في مايو 2007 بأنه مصاب بسرطان الرئة، فكان من نتيجة هذا الخبر أن عزم على مساعدة المصابين بهذا المرض، فاستغل صيته وسمعته وبذل جهودًا مضنية حتى تمكن من إنشاء «مؤسسة السير بوبي روبسون»، وهي جمعية خيرية مخصصة لإجراء الأبحاث حول السرطان. كان الهدف الرئيسي من وراء هذه المؤسسة تجميع £500,000 لشراء آلات طبيَّة وتزويد إحدى مراكز الأبحاث الناشئة في مستشفى فريمان بها، على أن يتم تسميته بمؤسسة السير بوبي روبسون. وقد خُطط أن تقوم المؤسسة بتمويل مركز أبحاث السرطان الأخرى في نيوكاسل بعد أن تُحقق هدفها المنشود.
وفي أغسطس 2008 اعترف روبسون بهزيمته أمام المرض حيث صرّح: «إن وضعي الصحي يعدّ ساكنا ولم يتغيّر منذ أخر نوبة علاج كيميائي... سأموت عاجلا وليس آجلا. ولكن الجميع تحلّ ساعتهم في وقت ما، وأنا استمتعت بكل لحظة من حياتي». توفي روبسون بعد أقل من سنة من هذا التصريح عن عمر يناهز 76 سنة، وأقيمت له جنازة في قرية إش. حصد روبسون عدَّة جوائز شرفيَّة خلال حياته إلى جانب لقب «سير» الذي خُلع عليه، كما حصد جوائز كثيرة بعد وفاته.

## بداية حياته
من مواليد سكرستون في مقاطعة درم، وهو الابن الرابع من خمسة أبناء لفيليب وليليان روبسون. عندما كان بعمر بضعة أشهر انتقلت عائلته إلى قرية لانجلي بارك حيث كان والده عاملا بمنجم للفحم، وعندما كان صغيرا، كان والده يصطحبه إلى ملعب سانت جيمس بارك لمشاهدة مباريات نادي نيوكاسل يونايتد إما مشيا أو بركوب حافلة ويعتبر روبسون جاكي ميلبورن ولين شاكليتون أبطاله عندما كان صغيرا،  حيث لعب الاثنان مع نادي نيوكاسل يونايتد كمهاجمين، المركز نفسه الذي لعب فيه عندما كبر، وبدأ روبسون بلعب كرة القدم مع ناشئي لانجلي بارك في أيام السبت عندما كان بعمر الحادية عشر، وعندما بلغ الخامسة عشر كان يمثل فريقهم لتحت 18 سنة،  وقد لعب روبسون كرة القدم في أي وقت كان يستطيع فيه اللعب، وفي مايو 1950 قام بيل دودغين -مدرب نادي فولهام- بزيارة منزل روبسون ليعرض عليه عقدا للعب، وبالرغم من عرض نادي ميدلزبره القريب منه إلا أن عرض دودغين كان مثيرا للاهتمام أكثر، لذا وقع وانتقل إلى لندن، وبدأ باللعب كجناح وكمهاجم، وقد كان نادي نيوكاسل يونايتد مهتما به، ولكن حسب رأيه فإن نادي فولهام كان يبدي الاهتمام أكثر، وقال: «لم يبذل نيوكاسل الجهد للحصول على توقيعي».

## مسيرته الكروية

### مع الأندية
بالرغم من توقيع روبسون عقداً احترافياً مع نادي فولهام إلا أن والده أصر أن يكمل عمله ككهربائي، فكان يمضي يومه في العمل ويتدرب لمدة ثلاثة أيام في الأسبوع مع فولهام، وبعدها استسلم روبسون وتحول إلى محترف كامل 
لعب روبسون مباراته الأولى مع فولهام في 1950 بعد تأهلهم إلى دوري الدرجة الأولى الإنجليزي في مباراتهم أمام شيفيلد وينزداي، وقد وصف نادي فولهام بأنه «ناد جيد وناد اجتماعي ولكنه لم يكن نادياً يطمح للمنافسة على البطولة»، وقد هبط الفريق في موسم 1952/1951 إلى دوري الدرجة الثانية، ولكن بعد أربعة مواسم عاد روبسون إلى دوري الدرجة الأولى مرة أخرى بعد أن وقع مع نادي وست برومتش ألبيون في مارس 1956، وقد بلغت قيمة الصفقة 25,000 جنيه إسترليني وقد كان رقما قياسيا للنادي في ذلك الوقت.
لعب أولى مبارياته مع ناديه الجديد في 10 مارس 1956 في المباراة التي خسروها على أرضهم أمام نادي مانشستر سيتي،  وفي موسم 1958/1957 كان هداف الفريق في الدوري برصيد 24 هدفا، وكان منهم أربعة أهداف في مباراة واحدة فازوا فيها بنتيجة 5-1 أمام نادي بيرنلي،  وقد لعب معهم 257 مباراة وسجل 61 هدفا، وقد أصبح قائد الفريق في موسمي 1961/1960 و 1962/1961، وفي أغسطس 1962 عاد إلى نادي فولهام بعد خلاف بينه وبين نائب رئيس نادي وست برومتش ألبيون جيم غاونت بشأن راتبه، وقد كانت المشاكل ترتكز على الرواتب الدنيا والعليا، وقد ظهرت بعد ولادة ابن روبسون الثاني مما اضطره لطلب زيادة راتبه، ولكن غاونت رفض أن يتفاوض مع روبسون، لذا طلب روبسون الانتقال من النادي وقد بيع إلى فولهام بمبلغ 20,000 جنيه إسترليني وقد تضاعف راتبه في هذا الاتفاق، وبعد أن انتقل روبسون إلى الفريق، تم بيع ألان مولري ورودني مارش مما أدى إلى تضاؤل فرص الفريق في تحقيق ما كان يأمله روبسون، وقد قال روبسون عن تلك الفترة: "طوال حياتي وأنا لاعب لم أفز بأي شيء"."
وبالرغم من كلام الصحافة بشأن اهتمام نادي آرسنال بضمه، أو بالعرض الذي قدمه نادي ساوثإند بشأن عمله كمدرب وكلاعب بالفريق، ترك روبسون نادي فولهام في 1967 وقبل عرضا لمدة ثلاث سنوات من نادي فانكوفر رويالز الكندي، وقد كان لاعبا ومدربا للفريق في موسم 1968/1967 في دوري أمريكا الشمالية لكرة القدم، وقال عن هذه الفرصة بأنها «فرصة من الصعب أن تضيع»، وقد كان وضع العمل صعبا، فبعد اتفاق ثنائي على قيادة الفريق، تم إسناد مهمة الفريق في سان فرانسيسكو إلى المجري بوشكاش بينما تسلم هو مهمة الفريق في فانكوفر، وقد انزعج روبسون من هذا الأمر، وفي يناير 1968 عرض عليه نادي فولهام عقدا لتدريبه، وقبل بهذا العرض.

### إحصائياته المهنية
| أدائه مع النادي | أدائه مع النادي     | أدائه مع النادي | الدوري | الدوري  | الكأس       | الكأس       | كأس الدوري | كأس الدوري | المجموع | المجموع |
| موسم            | النادي              | الدوري          | الظهور | الأهداف | الظهور      | الأهداف     | الظهور     | الأهداف    | الظهور  | الأهداف |
| إنجلترا         | إنجلترا             | إنجلترا         | الدوري | الدوري  | كأس الاتحاد | كأس الاتحاد | كأس الدوري | كأس الدوري | المجموع | المجموع |
| --------------- | ------------------- | --------------- | ------ | ------- | ----------- | ----------- | ---------- | ---------- | ------- | ------- |
| 1950–51         | فولهام              | الدرجة الأولى   | 1      | 0       | -           | -           | -          | -          | 1       | 0       |
| 1951–52         | فولهام              | الدرجة الأولى   | 16     | 3       | -           | -           | -          | -          | 16      | 3       |
| 1952–53         | فولهام              | الدرجة الثانية  | 35     | 19      | 1           | 0           | -          | -          | 36      | 19      |
| 1953–54         | فولهام              | الدرجة الثانية  | 33     | 13      | 1           | 1           | -          | -          | 34      | 14      |
| 1954–55         | فولهام              | الدرجة الثانية  | 42     | 23      | 1           | 0           | -          | -          | 43      | 23      |
| 1955–56         | فولهام              | الدرجة الثانية  | 25     | 10      | 2           | 0           | -          | -          | 27      | 10      |
| 1955–56         | ويست بروميتش ألبيون | الدرجة الأولى   | 10     | 1       | -           | -           | -          | -          | 10      | 1       |
| 1956–57         | ويست بروميتش ألبيون | الدرجة الأولى   | 39     | 12      | 2           | 1           | -          | -          | 41      | 13      |
| 1957–58         | ويست بروميتش ألبيون | الدرجة الأولى   | 41     | 24      | 7           | 3           | -          | -          | 48      | 27      |
| 1958–59         | ويست بروميتش ألبيون | الدرجة الأولى   | 29     | 4       | 1           | 1           | -          | -          | 30      | 5       |
| 1959–60         | ويست بروميتش ألبيون | الدرجة الأولى   | 41     | 6       | 3           | 0           | -          | -          | 44      | 6       |
| 1960–61         | ويست بروميتش ألبيون | الدرجة الأولى   | 40     | 5       | 1           | 0           | -          | -          | 41      | 5       |
| 1961–62         | ويست بروميتش ألبيون | الدرجة الأولى   | 39     | 4       | 4           | 0           | -          | -          | 43      | 4       |
| 1962–63         | فولهام              | الدرجة الأولى   | 34     | 1       | 2           | 1           | 2          | 0          | 38      | 2       |
| 1963–64         | فولهام              | الدرجة الأولى   | 39     | 1       | 2           | 0           | 1          | 0          | 42      | 1       |
| 1964–65         | فولهام              | الدرجة الأولى   | 42     | 1       | 2           | 0           | 3          | 1          | 47      | 2       |
| 1965–66         | فولهام              | الدرجة الأولى   | 36     | 6       | -           | -           | 3          | 0          | 39      | 6       |
| 1966–67         | فولهام              | الدرجة الأولى   | 41     | 0       | 3           | 0           | 3          | 0          | 47      | 0       |
| المجموع         | إنجلترا             | إنجلترا         | 583    | 133     | 32          | 7           | 12         | 1          | 627     | 141     |
| مجموع مسيرته    | مجموع مسيرته        | مجموع مسيرته    | 583    | 133     | 32          | 7           | 12         | 1          | 627     | 141     |

### مع المنتخب
خلال فترته الأولى مع فولهام، شارك روبسون في جولتين مع الاتحاد الإنجليزي الأولى كانت في الكاريبي في 1955 والثانية جنوب أفريقيا في 1956، ولكن في فترة لعبه مع نادي وست برومتش ألبيون تم استدعاؤه للمرة الأولى للمنتخب في 1956، وقد كان لمدرب نادي وست برومتش ألبيون فيك بوكنغهام فضل عليه، حيث دعاه إلى اللعب بطريقة واحد اثنان الممهدة لكرة القدم الشاملة  التي أدت إلى استدعائه للمنتخب في 1956، وفي وست برومتش ألبيون أيضا التقى روبسون مع دون هو الشخص الذي أصبح مساعده في تدريب منتخب إنجلترا فيما بعد.
لعب روبسون 20 مباراة دولية مع منتخب إنجلترا لكرة القدم، وقد شارك في مباراته الأولى في نوفمبر 1957 أمام منتخب فرنسا لكرة القدم في المباراة التي فازوا فيها 4-0 وقد سجل هدفين في تلك المباراة، وبالرغم من أدائه الجيد في مباراته الأولى، إلا أنه لم يستدع للمباراة التالية أمام منتخب اسكتلندا لكرة القدم وذلك بسبب تفضيل المدرب لبوبي تشارلتون عليه، وقد تم استدعاؤه للفريق المشارك في كأس العالم 1958 مع نات لافتهوس وستانلي ماثيوس، ولكنه عاد من السويد خائب الآمال بعد خسارة إنجلترا أمام الاتحاد السوفييتي في المباراة الأخيرة من دور المجموعات.
وبعد كأس العالم 1958 أصبح روبسون من أعمدة منتخب إنجلترا الأساسية، وقد لعب لفترات متتالية من أكتوبر 1960 وحتى مارس 1961 حيث لعب في 6 مباريات فازت فيها إنجلترا، إحداها كانت بنتيجة 9-3 أمام اسكتلندا في ملعب ويمبلي، وقد تم اختياره للمشاركة في كأس العالم 1962 في تشيلي، ولكن إصابة في كاحله جعلته غائبا عن أغلب مباريات البطولة، وقد قال بعدها «لن ألعب لمنتخب إنجلترا ثانية، مسيرتي الدولية كانت غير كاملة».

## مسيرته التدريبية

### بداياته
في عام 1959 اقترح والتر وينتربوتوم على روبسون أن يأخذ دروسا في التدريب في ليلشال، درب روبسون في أول مباراة في يناير 1968 نادي فولهام في مباراتهم أمام ماكسلفيلد تاون، وبعدها في دوري تشيشير وفي الجولة الثالثة من كأس الاتحاد الإنجليزي، وقد كان نادي فولهام يعاني بعد أن حصل على 16 نقطة من 24 مباراة، وبالرغم من انتقال اللاعب الشاب مالكوم ماكدونالد لم يستطع روبسون إنقاذ الفريق من الهبوط، فتركهم في نوفمبر من نفس العام  والنادي في المركز الثامن في دوري الدرجة الثانية، واكتشف بعدها أنه تم طرده ليس من إدارة النادي بل من جريدة إيفنينغ ستاندارد التي عنونت «طرد روبسون».

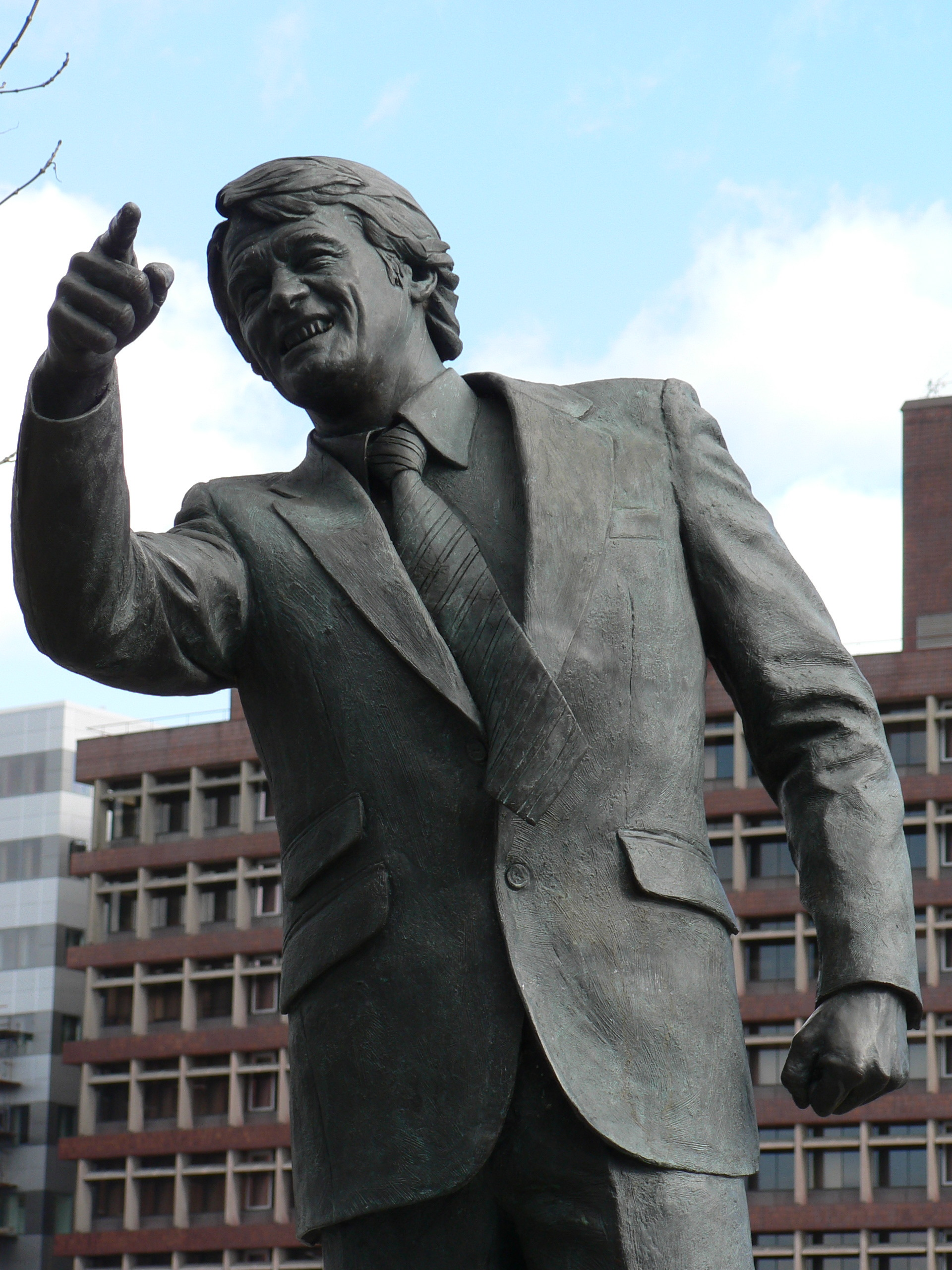
تمثال السير بوبي روبسون.

في عام 1969 انتقل إلى تدريب نادي إيبسويتش تاون وكان هذا هو المكان الذي استطاع فيه بناء سمعته كمدرب ناجح، وقد أصبح مدربا للفريق بعد أن رآه موراي سانغستر الذي كان يريد التعاقد مع مدرب نادي تشيلسي دايف سكستون، وبعد أربعة مواسم متوسطة مع الفريق، قاد روبسون الفريق إلى الحصول على المركز الرابع في الدوري وحقق الفوز بكأس تيكساكو في 1973، وفي المواسم التسعة التالية استطاع النادي أن ينهي مواسمه فوق المركز السادس ما عدا في مرة واحدة في موسم 1978/1977، ولكن ذاك الموسم كان ناجحا بعد فوز الفريق بلقب كأس الاتحاد الإنجليزي بعد تغلبه على نادي آرسنال بهدف مقابل لا شيء، واستمر مع نادي إيبسويتش تاون لمدة 13 سنة، وخلال تلك الفترة استطاع النادي أن يحصل على المركز الثاني في الدوري مرتين، وقد كان حاضرا في البطولات الأوروبية بشكل منتظم، وقد حققوا الفوز بلقب كأس الاتحاد الأوروبي في 1981 بعد أن تغلبوا على نادي إيه زد ألكمار الهولندي بنتيجة 5-4 بمجموع المباراتين، وخلال مدة 13 سنة استقدم 14 لاعبا للفريق من أندية أخرى حيث اعتمد اعتمادًا كبيرًا على أكاديمية الناشئين في إيبسويتش.
في عام 2002، وكاعتراف بإنجازاته الكبيرة مع النادي، تم الكشف عن تمثال له بالقرب من ملعب إيبسويتش،  وفي 7 يوليو 2006 تم تعيينه كرئيس فخري للنادي، وهي المرة الأولى التي يعين بها شخص كرئيس فخري منذ وفاة السيدة بلانش كوبولد في 1987.

### إنجلترا
جعلت إنجازات روبسون مع إيبسويتش الاتحاد الإنجليزي يعرض عليه تولي منصب مدرب منتخب إنجلترا، لذلك رفض عرضا من مدير نادي إيبسويتش لتجديد العقد لمدة عشرة مواسم، وفي 7 يوليو 1982 وبعد يومين من خروج إنجلترا من كأس العالم لعام 1982 أصبح خليفة للمدرب رون غرينوود، وقد اختار زمليه السابق في نادي إيبسويتش تاون دون هو كمساعد له.
وكانت أولى مباريات روبسون كمدرب للمنتخب بداية للخلافات، حيث استبعد كيفن كيغان من مباراة الدنمارك، وهو ما أدى إلى سخط جماهير نادي نيوكاسل يونايتد،  وفي 21 سبتمبر 1983 تلقى خسارته الأولى في 28 مباراة منذ تسلمه الفريق، وقد كانت الخسارة من الدنمارك مما أدى إلى عدم تأهل إنجلترا لكأس أوروبا 1984، وقد أدت الخسارة أيضا إلى رغبة روبسون بالتنازل عن منصبه كمدرب إلى برايان كلوف، ولكن مدير الاتحاد بيرت ميليتشيب رفض، وقد استطاع روبسون أن يصل مع الفريق إلى كأس العالم 1986.
بدأت إنجلترا البطولة بشكل سيء، حيث تعرض قائد الفريق براين روبسون إلى خلع في كتفه، وقام روبسون بتغير خطة الفريق في المباراة الأخيرة من دور المجموعات، حيث اختار بيتر بيردسلي بدلا عن مارك هاتيلي كمهاجم ثان مع غاري لينيكر، وفاز الفريق في مباراتيه أمام بولندا وبارغواي بنتيجة 3–0، وتأهل إلى الدور الربع نهائي، وقد خسرت إنجلترا مباراتها الأخيرة في البطولة أمام الأرجنتين بهدفين لدييغو مارادونا أحدهما كان «هدف يد الله» والآخر هو «هدف القرن»، ولم يقتنع روبسون بطريقة تسجيل مارادونا للهدف الأول وقال: «لم تكن يد الله لقد كانت يد نذل، لم يكن للرب دخل فيها، في ذلك اليوم انتهى مارادونا بالنسبة لي».
خسر فريق روبسون في تصفيات كأس أوروبا لعام 1988 نقطة واحدة فقط وقد سجلوا فوزا تاريخيا على تركيا بنتيجة 8-0، ولكن تلك النجاحات لم تستمر، حيث خرج الفريق من الدور الأول، وقد حصلوا على المركز الأخير في مجموعتهم بعد أن خسروا أمام أيرلندا وهولندا والاتحاد السوفييتي، وتم انتقاد روبسون من قبل الصحف البريطانية، وبعد أن تعادل في مباراة ودية أمام السعودية عنونة إحدى الصحف «اذهب بحق الله»، وقد قدم استقالته مرة أخرى، ولكن رفضها ميليتشيب مرة أخرى.
قاد روبسون إنجلترا في تصفيات كأس العالم 1990 بدون أن يدخل عليهم أي هدف خلال ستة مباريات، وفي البطولة وقعوا مرة أخرى في مجموعة هولندا وأيرلندا ومصر، وكما في كأس العالم لعام 1986 لم يشترك براين روبسون في الأدوار الأولى من البطولة بسبب إصابته في وتر أخيل وقد عاد في الأدوار المتقدمة من البطولة، وقد استطاع منتخب إنجلترا أن يعتلي صدارة المجموعة بتحقيقه أربعة نقاط من ثلاثة مباريات، ولم يكن تأهلهم خاليا من الانتقادات، حيث غير منتخب إنجلترا خطته من 4-4-2 إلى اللعب بلاعب ساقط، ووفقا لبعض التقارير فإن التغيير أتى بعد احتجاج اللاعبين بعد تعادلهم مع أيرلندا 1–1 في المباراة الأولى، وقد رفض روبسون هذا الادعاء، وقال: «أنا الذي غير الخطة وليس هم، لم أكن أريد أن يحدث فان باستن وغوليت ثغرات في فريقنا».
وقد تبع ذلك الفوز في مباراتين أمام بلجيكا والكاميرون حتى يلاقوا ألمانيا الغربية، وقد خسرت إنجلترا المباراة بضربات الجزاء الترجيحية بعد أن تعادلوا بهدف لكل منهما في الوقت الإضافي.

### الذهاب إلى أوروبا
قبل بداية كأس العالم لعام 1990 قال الاتحاد الإنجليزي لروبسون بأنهم لن يجددوا عقده معهم، لذا انتقل إلى هولندا كي يدرب نادي بي أس في آيندهوفن  الذين رأوا أنه مدرب قادر على زرع الانضباط في الفريق، وقد وصف روبسون الانتقال بأنه هزة ثقافية بروح المغامرة، وقد كان الميل التكتيكي أبرز ما ذهل روبسون في هولندا، وقال في مقابلة له: «يتقبل المحترف الإنجليزي قرار المدرب، بعد كل مباراة هنا يأتي إلي البدلاء ليكلمونني»، وقد كان أكبر تحد له في آيندهوفن هو التعامل مع مهاجم منتخب البرازيل لكرة القدم روماريو، وقد غضب روبسون من طريقة روماريو في التعامل مع الناس، ولكنه أقر بأنه في بعض المباريات سيتغاضى عن سلوكه، وقد أقام روبسون العديد من الاجتماعات مع روماريو مع فرانك أرنسين مساعد روبسون الذي كان مترجما لهما، وقد فشلت الاجتماعات لأن روماريو لم يرغب بتغيير أسلوب حياته، وبالرغم من كل هذا إلا أن آيندهوفن استطاع الفوز بلقب الدوري في موسم 1991/1990 و 1992/1991، ولكن الفريق لم يظهر تطوره على المستوى الأوروبي، وقد تم إخبار روبسون أنه سيتم الاستغناء عنه في نهاية موسم 1992/1991.
انتقل روبسون إلى نادي سبورتنغ لشبونة في يوليو 1992، حيث التقى مع جوزيه مورينيو المدرب المستقبلي لنادي بورتو ونادي تشيلسي، وقد قاد روبسون الفريق إلى الحصول على المركز الثالث في الدوري في موسمه الأول بالرغم من إقراره بأن وضعية النادي فظيعة، وقد وصف رئيس النادي بأنه بمنتهى الفظاظة، حيث وقع مع لاعبين بدون استشارة روبسون، وقد تمت إقالة روبسون في ديسمبر 1994 بالرغم من أن الفريق حقق المركز الأول في الدوري للمرة الأولى منذ 15 سنة، وقد قال رئيس النادي جوزيه سوزا سينترا بأن سبب إقالة المدرب هو خروجهم من كأس الاتحاد الأوروبي أمام نادي ريد بول سالزبورغ النمساوي.

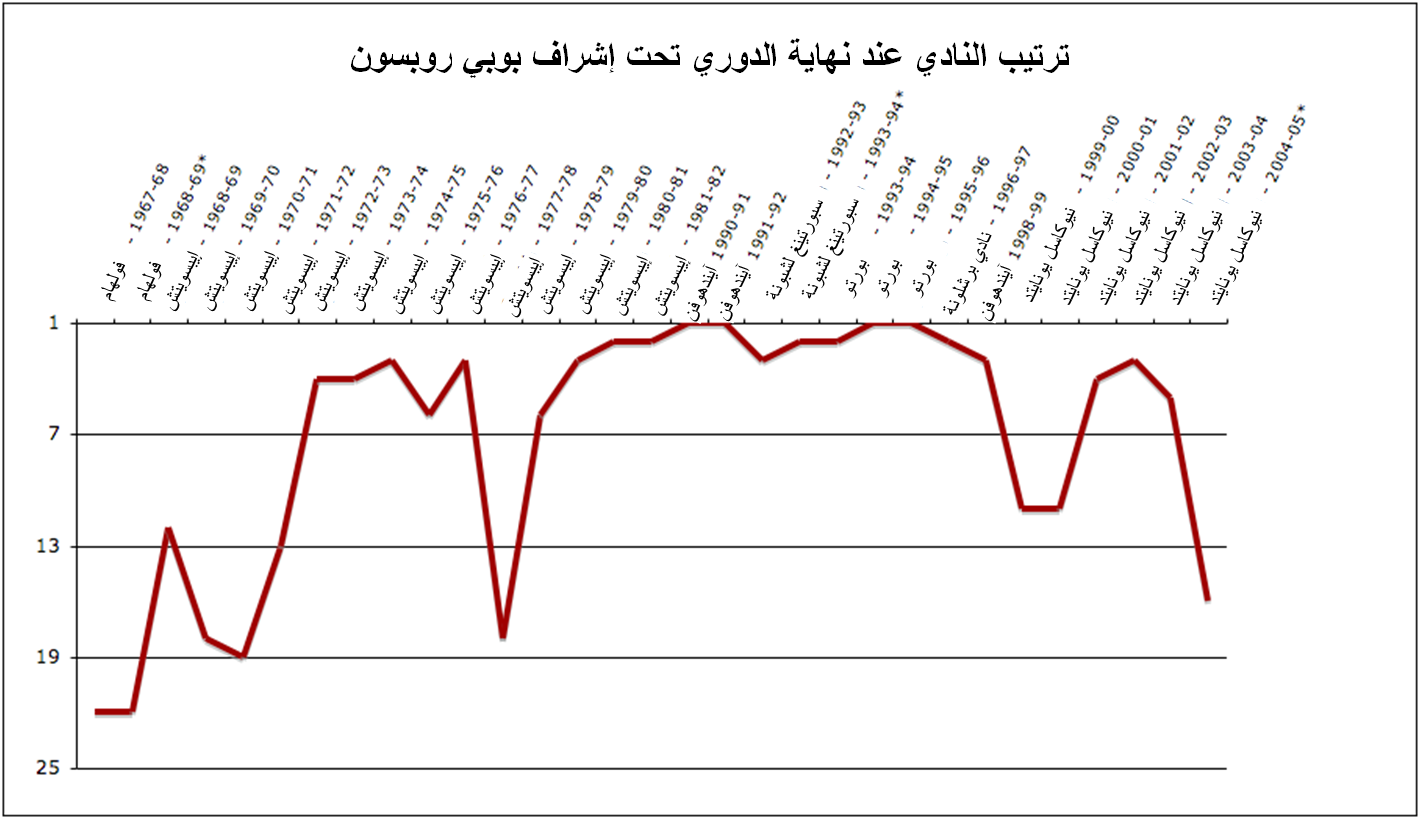
نهائيات دوري الأندية التي قام روبسون بإدارتها (علامة * تفيد بأن روبسون ترك النادي قبل نهاية الموسم).

وقد وقع نادي بورتو عقدا مع روبسون بعد أن تمت إقالته من تدريب لشبونة، وتم تعيين مورينيو كمساعد له، وقد كان نادي بورتو في وضعية سيئة عندما قدم إليهم، وقد انخفض معدل حضور الجماهير إلى 10,000 متفرج في المباراة، وقد استطاع الفريق الفوز بلقب كأس البرتغال بعد أن تغلب على فريقه السابق، وبعد ذلك الإنجاز استطاع تحقيق لقب الدوري مرتين متتاليتين في موسمي 1995/1994 و 1996/1995.
وكتقدير لروبسون عرف بلقب «بوبي 5–0» بسبب فوزه في عدد من المباريات بنتيجة 5–0، وعاد ووقع عقدا جديدا مع الفريق في عام 1995، ولكنه كان قد أصيب بالتقرح فغاب عن الأشهر الأولى من موسم 1997/1996، لكنه قادهم للحفاظ على لقبهم على الرغم من ذلك.
تلقى روبسون في صيف 1996 اتصالا هاتفيا من قبل نائب رئيس نادي برشلونة خوان غاسبارت لمناقشة موهبة لويس فيغو، ولكن الاتصال انتهى بالاتفاق على توقيع العقد مع برشلونة، وقد استلم الفريق في يوليو 1996 وعين مورينيو كمساعد له مرة أخرى، وذلك بعد أن اشترط وجوده معه، وأصر على توقيع عقد مع المهاجم البرازيلي رونالدو بقيمة 19.4 مليون دولار أمريكي، والذي كان مؤثرا بشكل كبير في ذلك الموسم، حيث فازوا بلقب كأس الملك وكأس السوبر الإسباني وكأس الكؤوس الأوروبية.
وتم اختيار روبسون كمدرب العام في موسم 1997/1996، وعندها قال رونالدو: «إنه مدرب بحق وهو أحد أعظم المدربين في العالم».
في موسم 1998/1997 عُين روبسون كمدير عام لنادي برشلونة، بعد أن استلم لويس فان غال مهمة التدريب، ولكنه ظل في هذا المركز لمدة موسم واحد فقط قبل أن يعود لتدريب نادي بي أس في آيندهوفن لفترة قصيرة في موسم 1999/1998، وقد حصلوا على المركز الثالث في الدوري خلف فيينورد روتردام ونادي فيليم،  ولكنه قاد الفريق للتأهل إلى دوري أبطال أوروبا في آخر يوم في الموسم.

### العودة إلى إنجلترا
بعد انتهاء عقد روبسون، عاد إلى إنجلترا لكي يتسلم منصبا في الاتحاد الإنجليزي كفني، ولكن بعد استقالة رود غوليت من تدريب نادي نيوكاسل يونايتد، انتقل روبسون إلى تدريب النادي في سبتمبر 1999، وكان روبسون محبطا من الراتب الذي عرضه نيوكاسل في البداية وقال «لقد كان العرض أقل من المأمول»، ولكنه تعاقد معهم بمليون جنيه إسترليني في السنة.
في أولى مباريات في ملعب نيوكاسل، التقى نيوكاسل (صاحب المركز الأخير في الدوري) مع شيفيليد وينزداي صاحب المركز قبل الأخير، وقد استطاعوا الفوز عليهم بنتيجة 8–0، وفي أول موسم له مع الفريق استطاع إنهاء الدوري وهو في المركز الحادي عشر، بعد أن فاز في 14 مباراة من 32 مباراة قاد الفريق خلالها، وبعد استقالة كيفن كيغان من تدريب منتخب إنجلترا لكرة القدم طلب الاتحاد الإنجليزي من مدير نادي نيوكاسل فريدي شيبارد أن يجعل روبسون يأخذ حقيبة منتخب إنجلترا لفترة مؤقته ولكنه رفض، وفي موسم 2002/2001 أنهى نيوكاسل الدوري وهم في المركز الرابع، وفي الموسم الذي تلاه أنهوا الدوري وهم في المركز الثالث، لكي يضمنوا التأهل إلى دوري أبطال أوروبا لموسمين متتاليين.
واستمر في تدريب نيوكاسل حتى 30 أغسطس 2004 بعد أن تمت إقالته من قبل فريدي شيبارد بعد بداية سيئة للدوري في ذلك العام، وقد تمت إقالته بعد أن عبر عن استياءه من جمهور نيوكاسل الذي ترك الملعب قبل قيام الفريق بالمشي حول الملعب لتحية الجمهور في الموسم الفائت، ولكن بالرغم من تصريحاته إلا أنه بقي يحتل مكانه عالية بين الجماهير، وقد تم إعطاؤه وسام حرية نيوكاسل في 2 مارس 2005.
وتم إطلاق سيرته الذاتية في 2005 باسم «بوبي روبسون: إلى اللقاء وليس الوداع»، وقد تم اختيار العنوان من إحدى كلماته بعد أن ترك تدريب منتخب إنجلترا في 1990 عندما قال: «أنا هنا لأقول الوداع ولكن من الممكن بأن تكون إلى اللقاء»،  وفي الكتاب انتقد روبسون شيبارد مدعيا بأنه كان يخفي عنه معلومات عن عقود اللاعبين والمفاوضات، وقد انتقد أيضا الأخير ودوغلاس هال بسبب اهتمامهما المبالغ فيه للفريق الأول، وتركهم أمورا مهمة كالناشئين والأكاديمية، كما انتقد غرايام سونيس -المدرب الذي أتى بعد روبسون- ناشئي الفريق وذلك بعد حدوث إصابات عديدة في الفريق الأول.

### الاستشارات
في 7 يونيو 2005 رفض عرض نادي هارتس لكي يصبح مدربهم لأنه كان يريد البقاء في نادي نيوكاسل يونايتد، وفي 13 يناير 2006، تم تعيين ستيف ستاونتون كمدرب لمنتخب إيرلندا لكرة القدم وقد تم طرح اسم روبسون كمستشار للمنتخب. تنازل روبسون عن منصبه كمستشار في 17 نوفمبر 2007 بعد اخفاق المنتخب في تصفيات كأس أوروبا لعام 2008. مُنح روبسون منصب نائب رئيس هيئة مدربي الدوري بعد ذلك، ويُعتبر هذا المنصب منصبا تشريفيا.

## حياته خارج كرة القدم

### حياته الخاصة
تزوج روبسون من إلزي في 1955، ولديهم ثلاث أبناء، أندرو وبول ومارك.
وفي 1991، تم تشخيص إصابته بالسرطان، وأجري له عدد من العمليات، وفي 2006 خضع لاستئصال ورم دماغي، وقد أثرت تلك العمليات على مسيرته التدريبية، فعلى سبيل المثال، أثناء عمله كمدرب في نادي بورتو تم تشخيص الميلانوما الخبيثة لديه مما أدى إلى غيابه عن الأشهر الأولى من موسم 1996/1995، وتبين بعد الجراحة الدماغية بأنه يعاني من وذمة دماغية طفيفة أدت إلى فقدان إحساسه بالجزء الأيسر من جسمه، وفي 17 أكتوبر 2006 أعلن بأن روبسون تعافى بشكل تام وأنه مستعد للعمل كاستشاري في منتخب أيرلندا لكرة القدم، وفي 6 مايو 2007 أعلن روبسون بأنه مصاب بالسرطان للمرة الخامسة.

### أنشطة أخرى
قام روبسون بعدد من الحملات الإعلانية، ومنها حملته الإعلانية لكارلزبرغ في التلفاز، وقد قام بدور المحلل لمحطة أي تي في في كأس العالم لعام 2002 وكأس أوروبا لعام 2004، وفي 2004 بعد وفاة برايان كلوف، بدأ روبسون بكتابة عامود له في مجلة أربعة أربعة اثنين، ومنذ عام 2004 أخذ يكتب أسبوعيا في جريدة ذا ميل أون صنداي. وفي 2008، قام بإنشاء مؤسسة لمكافحة السرطان.

### مؤسسة بوبي روبسون
تغلب روبسون على سرطان القولون عام [1992، سرطان جلدي عام 1995، وعلى ورم خبيث في رئته اليمنى وورم في دماغه عام 2006. أدى العلاج لهذه الأمراض إلى إصابته بشلل جزئي نتيجة لسكتة دماغية أصيب بها بفعل الورم في رأسه، وأيضا لتركيب جزء اصطناعي لفكه الأعلى بعد أن تمت إزالة السرطان الجلدي بواسطة عملية جراحية. أُعيد تشخيص إصابة روبسون الخامسة على أنها سرطانية عام 2007، حيث ظهر أنه يُعاني من عقيدات خبيثة في كلا الرئتين، وقيل بأنها إصابة فتّاكة هذه المرة في فبراير 2007، فأخذ يخضع للعلاج الكيميائي منذ ديسمبر 2008. كرّس روبسون السنوات المتبقية من حياته لمكافحة مرض السرطان، بعد هذه التجارب التي مرّ بها، وبعد أن أصيب للمرة الخامسة بهذا المرض، وفي 28 أغسطس 2008 افتتح «مؤسسة السير بوبي روبسون» لمكافحة السرطان، وبحلول نوفمبر 2008 كانت المؤسسة قد جمعت مليون يورو من التبرعات، وقد استخدم كل هذا المال لشراء المعدات اللازمة لمركز «السير بوبي روبسون لأبحاث تتبع أثار السرطان» الواقع في مستشفى فريمان في نيوكاسل أبون تاين. كما قام روبسون بتمويل عدد من الأبحاث الخاصة بالسرطان في شمال شرق إنجلترا.
أعيد لعب مباراة بطولة كأس العالم في كرة القدم لعام 1990، التي فازت بها إنجلترا على ألمانيا الغربية 4–3 بركلات ترجيحية، بتاريخ 26 يوليو 2009 تحت اسم «مباراة السير بوبي روبسون للحصول على الكأس» في ملعب ساينت جايمس بارك، وظهر فيها عدد من اللاعبين من المباراة الأصلية وغيرهم من ضيوف الشرف، وانتهت بنتيجة 3–2 لصالح إنجلترا.
كانت المؤسسة قد حصدت 1.6 مليون £ عند وفاة روبسون، وبلغت نسبة التبرعات £156,000 في الأيام الثمانية عشرة التي تلت وفاة روبسون، وبتاريخ 15 أكتوبر 2009، أُُعلن أن المؤسسة جمعت أكثر من مليوني جنيه استرليني، وأن آلان شيرر سيتولى منصب راعي المؤسسة، بناءً على رغبة عائلة روبسون. تخطت المؤسسة حاجز 2.5 مليون جنيه في شهر سبتمبر من عام 2010، وفي ذلك العام انضم ثلاثة رعاة آخرون ليشرفوا على المؤسسة، وهم: ستيف غيبسون وميك ميلز ونيال كوين.

## وفاته
توفي بوبي روبسون في منزله بدورام، بتاريخ 31 يوليو 2009 بعد صراع طويل مع سرطان الرئة، عن عمر 75 سنة. بعد أن شاع نبأ وفاة روبسون تدفق العديد من الشخصيات البارزة في عالم كرة القدم والسياسة لتقديم تعازيهم لعائلته. قال مدرب مانشستر يونايتد، السير أليكس فيرغسون عن روبسون «إنه صديق كبير، شخص رائع، واعلامي كبير في عالم كرة القدم». قال رئيس الاتحاد الأوروبي لكرة القدم، ميشيل بلاتيني، «سوف نذكره كونه كان شخصا عاطفيّا ومقربا من القلب بحق، وليس لمسيرته الكروية والإدارية الرائعة على المستوى الوطني والعالمي فحسب». نعى رئيس الوزراء البريطاني السابق توني بلير روبسون، ووصفه رئيس الوزراء الحالي جوردن براون بأنه «يُمثل كل ماهو عريق وكبير بشأن كرة القدم في هذه البلاد».
أقيمت جنازة روبسون بصورة عائلية، بتاريخ 5 أغسطس 2009، ولم يُعلن عن المكان الذي أقيمت فيه وفقا لطلب أهله حتى تنتهي جميع المراسيم. وفي وقت لاحق كشفت العائلة أن ذلك المكان كان بقرية إش بمقاطعة دورام.
وقف الجمهور واللاعبون دقيقة صمت حدادا على روبسون قبل مباراة نيوكاسل وويست بروميتش ألبيون في بطولة دوري كرة القدم بتاريخ 8 أغسطس، وفي مباراة ودية دولية بين إنكلترا وهولندا في أمستردام بتاريخ 12 أغسطس.

## الجوائز والمراتب الشرفيّة

### التشريفات خلال حياته
حصل بوبي روبسون على العديد من الجوائز الشرفيّة خلال حياته، تقديرا لعطاءاته في مجال كرة القدم. ففي عام 1990، وبعد أن انتهت فترة إدارته لمنتخب إنجلترا والتي امتدت إلى ثماني سنوات، مُنح روبسون رتبة الإمبراطورية البريطانية، وفي عام 2002 خُلع عليه لقب فارس (بالإنجليزية: Sir)‏.
في عام 2002، أي خلال الفترة التي كان فيها مدربا لفريق نيوكاسل يونايتد، حصل روبسون البالغ من العمر 69 عاما على جائزة حرية نيوكاسل أبون تاين، وعلى جائزة «رئيس الاتحاد الأوروبي لكرة القدم» تقديرا لعطاءاته لهذه الرياضة. كما تمّ إدخاله لقاعة مشاهير كرة القدم الإنجليزية عام 2003 اعترافا بالأثر الذي تركه كمدرب. وبعد أن انتهت مدة تدريبه لفريق نيوكاسل يونايتد عام 2005، حصل روبسون على لقب «مواطن شرف» في نيوكاسل، وقد وصف هذا الأمر في مذكراته على أنه «أكثر لحظة شعرت فيها بالفخر في حياتي». فاز روبسون عام 1992 بجائزة ثناء اتحاد كتّأب كرة القدم، لخدماته الكبيرة للرياضة القومية الإنجليزية، وجائزة كتّأب الرياضة البريطانية لبات بسفورد لعام 2001، لأدائه المميز في كرة القدم. حصل روبسون في عام 2005 على جائزة «إنجاز الحياة» من ضمن جوائز المدربين الرياضيين البريطانيين، كما مُنح لقب الشخصية العالمية لشركة اتصالات «أيركوم» الإيرلندية عام 2006. بتاريخ 9 ديسمبر 2007 مُنح روبسون جائزة «إنجاز الحياة» من برنامج شخصية السنة الرياضية التابع لشبكة بي بي سي (بالإنجليزية: BBC's Sports Personality of the Year)‏، تقديرا «لعطاءاته كلاعب ومدرّب على حد سواء في مسيرة امتدت أكثر من نصف قرن».
مُنح روبسون لقب مواطن شرف في بلدة إبسويتش من قبل رئيسة البلدية بتاريخ 5 مايو 2008، خلال احتفال الذكرى الثلاثين لفوز فريق إيبسويتش تاون بكأس الاتحاد الإنجليزي لكرة القدم. وبتاريخ 8 ديسمبر 2008 حصل على لقب شرفي آخر عندما أُعطي جائزة حرية مدينة دورهام. قدّم الاتحاد الأوروبي لكرة القدم جائزة الجدارة الزمردية للاتحاد إلى روبسون في مارس 2009، وهي جائزة تمنح للأفراد «الذين خصصوا موهبتهم لخير اللعبة». قُدّمت الجائزة إلى روبسون في ملعب ساينت جايمس بتاريخ 26 يوليو 2009، قبل مباراة «كأس السير بوبي روبسون»، وقبل 5 أيام فقط من وفاته.
أعطى اتحاد كرة القدم إذنا خاصا لنيوكاسل يونايتد وإيبسويتش تاون بارتداء ووضع مجموعات تذكارية خاصة في مباراتهم المشتركة بتاريخ 26 سبتمبر 2009 في بورتمان رود، لمساعدة مؤسسة السير بوبي روبسون.

### التشريفات بعد وفاته

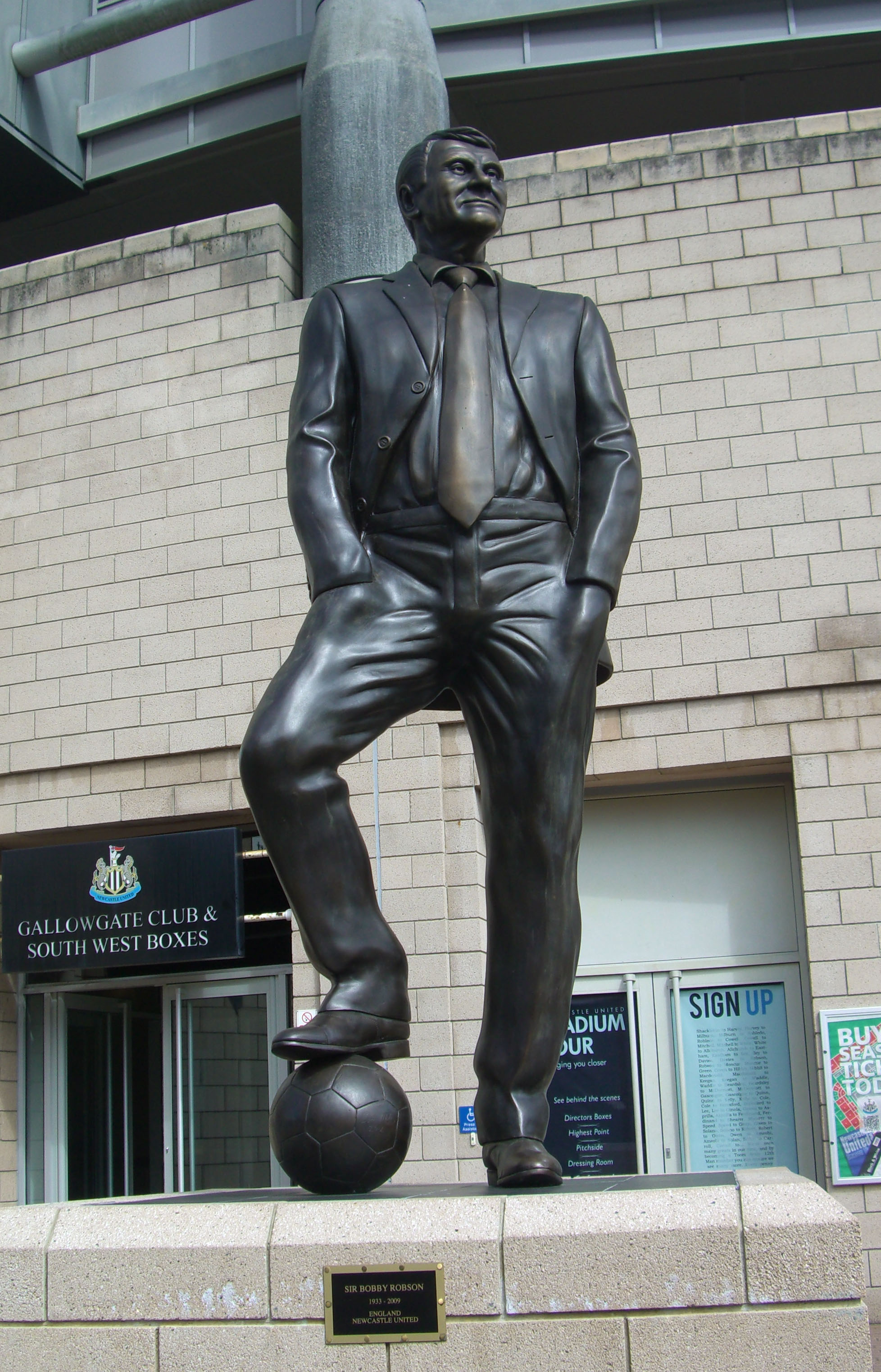
تمثال بوبي روبسون في ملعب سانت جيمس بارك.

خلال شهر ديسمبر من عام 2009، مُنح بوبي روبسون جائزة اللعب النظيف من اتحاد الفيفا، نظرًا لإبدائه «أنبل الصفات والخصل طيلة مسيرته الكرويَّة والتدريبيَّة». منح دوري كرة القدم إذنًا خاصًا لأعضاء فريقيّ نيوكاسل يونايتد وإيبسويتش تاون كي يرتدون ملابس احتفاليَّة مميزة في مباراة البطولة بتاريخ 26 سبتمبر 2009 في ملعب بورتمن رود، دعمًا لمؤسسة السير بوبي روبسون. خلال منتصف المباراة، أُعلن عن تسمية المنصة الشماليَّة للملعب «منصة السير بوبي روبسون».
في الذكرى السنويَّة الأولى لوفاة بوبي روبسون، أي يوم 31 يوليو سنة 2010، أُقيم احتفال كما أُجريت مباراة وديَّة في ملعب سانت جيمس بارك في نيوكاسل، بين فريقين من فرق بوبي روبسون السابقة: نيوكاسل يونايتد ونادي آيندهوفن، حيث قدَّم قائد الفريق الأخير ستان فالكس قميص الفريق إلى النادي.
في شهر يوليو من عام 2010، كُشف النِقاب عن خطة لإنشاء حديقة باسم بوبي روبسون في نيوكاسل، لتخليد ذكراه. وكان من المخطط أن يتولّى مجلس البلديَّة إنشائها بالتعاون مع شركة NE1Ltd الزراعيَّة، وجعلها في شارع غالوغيت بالقرب من ملعب نادي نيوكاسل يونايتد. ابتدئ العمل على هذا المشروع في نوفمبر 2010، وكان من المتوقع انتهاؤه في ربيع سنة 2011. بلغت مساحة الحديقة 400 متر مربّع، وجُعلت فيها مناطق استراحة ذات عدَّة مستويات، وقواعد حجريَّة منحوتة تظهر عليها مراحل من حياة روبسون وإنجازاته.
كان بوبي روبسون من المهتمين برياضة الكريكيت أيضًا إلى جانب اهتمامه بكرة القدم، وكان من المُفترض أن يتولّى رئاسة نادي «حانات اللورد» (بالإنجليزية: Lord's Taverners)‏ الخيري في سنة 2007، بدلًا من مايك غاتينغ، لكن ذلك لم يحصل بسبب تراجع وضعه الصحي. بعد وفاته، أقام النادي حفل عشاء على شرف روبسون بصفته «أفضل رئيسٍ لم نحظَ به».
في مارس 2011، قامت شركة الساحل الشرقي لتشغيل القطارات (بالإنجليزية: East Coast train operating company)‏ بتسمية إحدى قطاراتها الكهربائيَّة من الفئة 91 السير بوبي روبسون، وقد كُشف النقاب عن هذا القطار في محطة نيوكاسل للسكك الحديدية على يد أرملة روبسون ألسي وآلان شيرر. وفي ديسمبر 2011 أعلن ميناء تاين أيضًا عن تسمية أحدث قواربه العاملة باسم السير بوبي روبسون. في 6 مايو 2012، كُشف النقاب عن تمثال لبوبي روبسون في ملعب سانت جيمس بارك، من صناعة النحَّات طوم مالاي.

## إنجازاته

### إحصاءاته التدريبية
| الفريق            | الدولة   | من          | إلى         | السجل | السجل | السجل | السجل | السجل |
| الفريق            | الدولة   | من          | إلى         | م     | ف     | خ     | ت     | فوز % |
| ----------------- | -------- | ----------- | ----------- | ----- | ----- | ----- | ----- | ----- |
| فولهام            | إنجلترا  | يناير 1968  | نوفمبر 1968 | 36    | 6     | 21    | 9     | 16.7  |
| إيبسويتش تاون     | إنجلترا  | يناير 1969  | أغسطس 1982  | 709   | 316   | 220   | 173   | 44.6  |
| إنجلترا           | إنجلترا  | 1982        | 1990        | 95    | 47    | 18    | 30    | 49.5  |
| بي أس في آيندهوفن | هولندا   | 1990        | 1992        | 76    | 52    | 7     | 17    | 68.4  |
| سبورتنغ لشبونة    | البرتغال | 1992        | 1994        | 59    | 34    | 12    | 13    | 57.6  |
| نادي بورتو        | البرتغال | 1994        | 1996        | 120   | 86    | 11    | 23    | 71.7  |
| نادي برشلونة      | إسبانيا  | 1996        | 1997        | 58    | 38    | 8     | 12    | 65.5  |
| بي أس في آيندهوفن | هولندا   | 1998        | 1999        | 38    | 20    | 8     | 10    | 52.6  |
| نيوكاسل يونايتد   | إنجلترا  | سبتمبر 1999 | أغسطس 2004  | 255   | 119   | 72    | 64    | 46.7  |

### إنجازاته
| الإنجاز               | الفريق            | السنوات          |
| --------------------- | ----------------- | ---------------- |
| كأس تيكساكو           | إيبسويتش تاون     | 1973             |
| كأس الاتحاد الإنجليزي | إيبسويتش تاون     | 1978             |
| كأس الاتحاد الأوروبي  | إيبسويتش تاون     | 1981             |
| كأس روس               | إنجلترا           | 1986، 1988، 1989 |
| كأس تحدي إنجلترا      | إنجلترا           | 1991             |
| الدوري الهولندي       | بي أس في آيندهوفن | 1991، 1992       |
| كأس البرتغال          | نادي بورتو        | 1994             |
| الدوري البرتغالي      | نادي بورتو        | 1995، 1996       |
| كأس السوبر الإسباني   | نادي برشلونة      | 1996             |
| كأس الملك             | نادي برشلونة      | 1997             |
| كأس الكؤوس الأوروبية  | نادي برشلونة      | 1997             |